# Trest smrti na Trinidadu a Tobagu
Trest smrti na Trinidadu a Tobagu je legální forma trestu. Jedinou možnou formou popravy je oběšení. Poslední poprava byla vykonána dne 28. července 1999, kdy byl oběšen Anthony Briggs. V roce 2021 byly vyneseny 3 nové rozsudky smrti, a tak na konci roku 2021 čekalo na popravu v cele smrti 45 lidí.
Dne 16. května 2022 Soukromá rada Spojeného království odmítl zrušit mandatorní trest smrti za vraždu, a tak Trinidad a Tobago zůstává jedinou americkou zemí, ve které je za vraždu povinně vynášen trest smrti.